# La Baume (Górna Sabaudia)
La Baume – miejscowość i gmina we Francji, w regionie Owernia-Rodan-Alpy, w departamencie Górna Sabaudia.
Według danych na rok 1990 gminę zamieszkiwało 191 osób, a gęstość zaludnienia wynosiła 11 osób/km² (wśród 2880 gmin regionu Rodan-Alpy La Baume plasuje się na 1436. miejscu pod względem liczby ludności, natomiast pod względem powierzchni na miejscu 631.).